# شبکه شباهت معنایی
یک شباهت معنایی شبکه (SSN) یک فرم خاص از شبکه معنایی است. این شبکه‌ها برای نشان دادن محتواها و تمایش شباهت معنایی آنها طراحی شده‌است. نوآوری اصلی این شبکه آن است که منجر به کاهش پیچیدگی محاسبه فاصله معنایی می‌شود. بندک (۲۰۰۴ تا ۲۰۰۸) مفهوم شبکه شباهت معنایی را (SSN) به عنوان حالت خاصی از یک شبکه معنایی برای اندازه‌گیری شباهت معنایی با استفاده از نمایش هستان‌شناسی معرفی کرد.